# 3-2-3-2

Giocatori schierati con il 3-2-3-2 e numerazione

Il 3-2-3-2, detto anche MM, è un modulo di gioco del calcio ideato da Gusztáv Sebes, commissario tecnico dell'Ungheria negli anni cinquanta del secolo scorso.
La difesa è formata da due terzini ed un centrale, davanti a cui agiscono due centrocampisti (un mediano che funga da schermo difensivo e uno capace di costruire ed inserirsi, oltre che di interdire). Dietro ai due attaccanti centrali opera una linea costituita da due ali larghe ed il cosiddetto "centravanti arretrato", il quale porta fuori posizione un difensore avversario e crea spazio per i compagni.

## La tattica

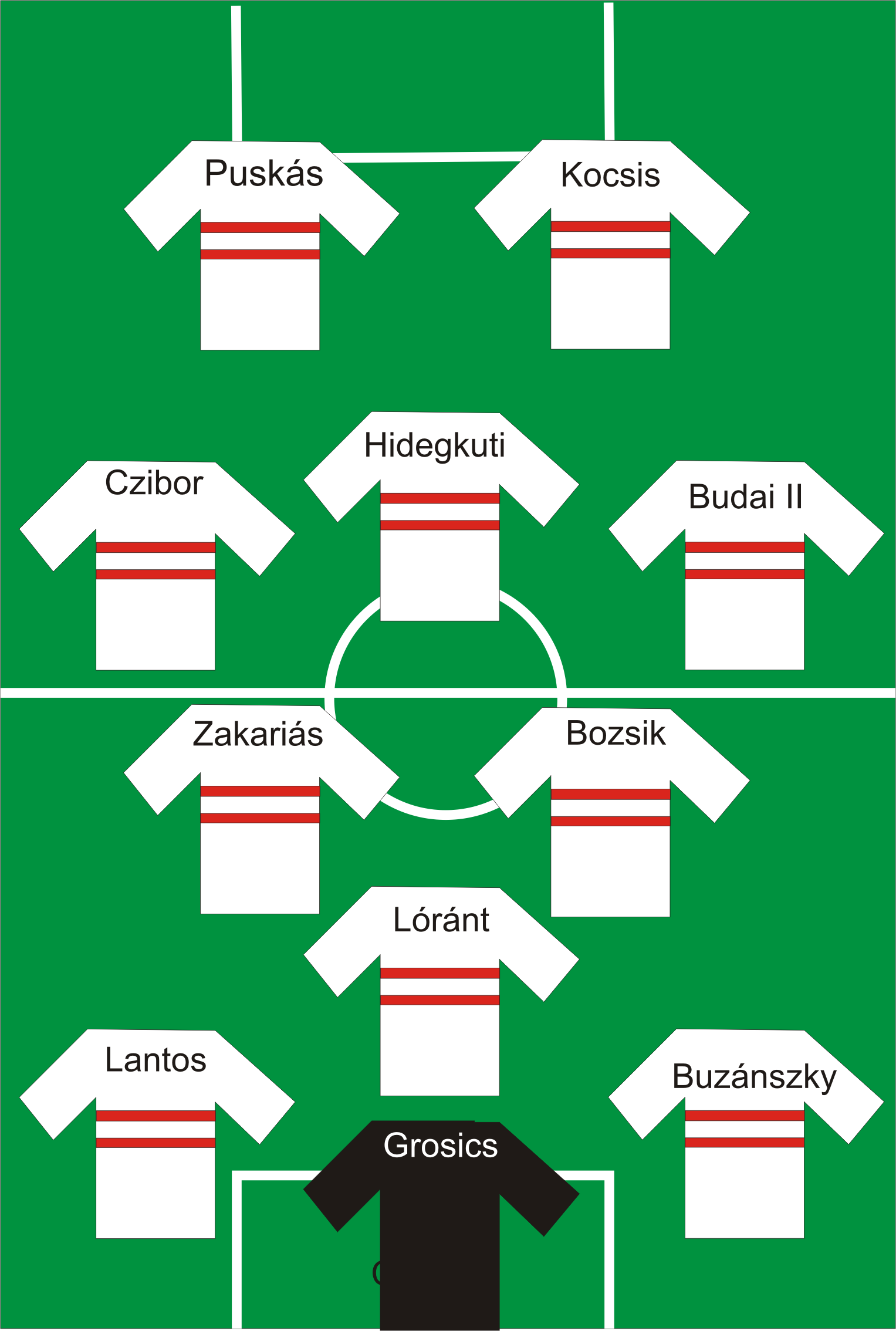
Lo schema tipico della Squadra d'oro ungherese in cui si evidenzia la "doppia M": il centravanti Hidegkuti nella posizione di trequartista era la vera innovazione tattica

Il modulo MM deriva dal Sistema: la disposizione dei difensori e dei mediani è immutata (la seconda "M"), mentre i tre attaccanti vengono arretrati sulla trequarti per fare spazio alle due mezze ali, nel ruolo di uniche punte. Con questo modulo, per la prima volta un undici si schiera con due soli attaccanti puri e per questo viene coniata la definizione di "centravanti arretrato" (il numero 9) o "centravanti alla Hidegkuti", dal nome del grande giocatore in quel ruolo della Aranycsapat, la squadra d'oro magiara.

Questa tattica risultò particolarmente efficace contro le squadre che giocavano con il 3-2-2-3: poiché il marcamento prevedeva rigide marcature a uomo, l'arretramento del centrattacco risucchiava a centrocampo  un centrale difensivo avversario. In questo scacchiere tattico serviva un centrocampista dotato di corsa e resistenza, mentre l'altro doveva proteggere la difesa.

## Squadre che hanno utilizzato il 3-2-3-2

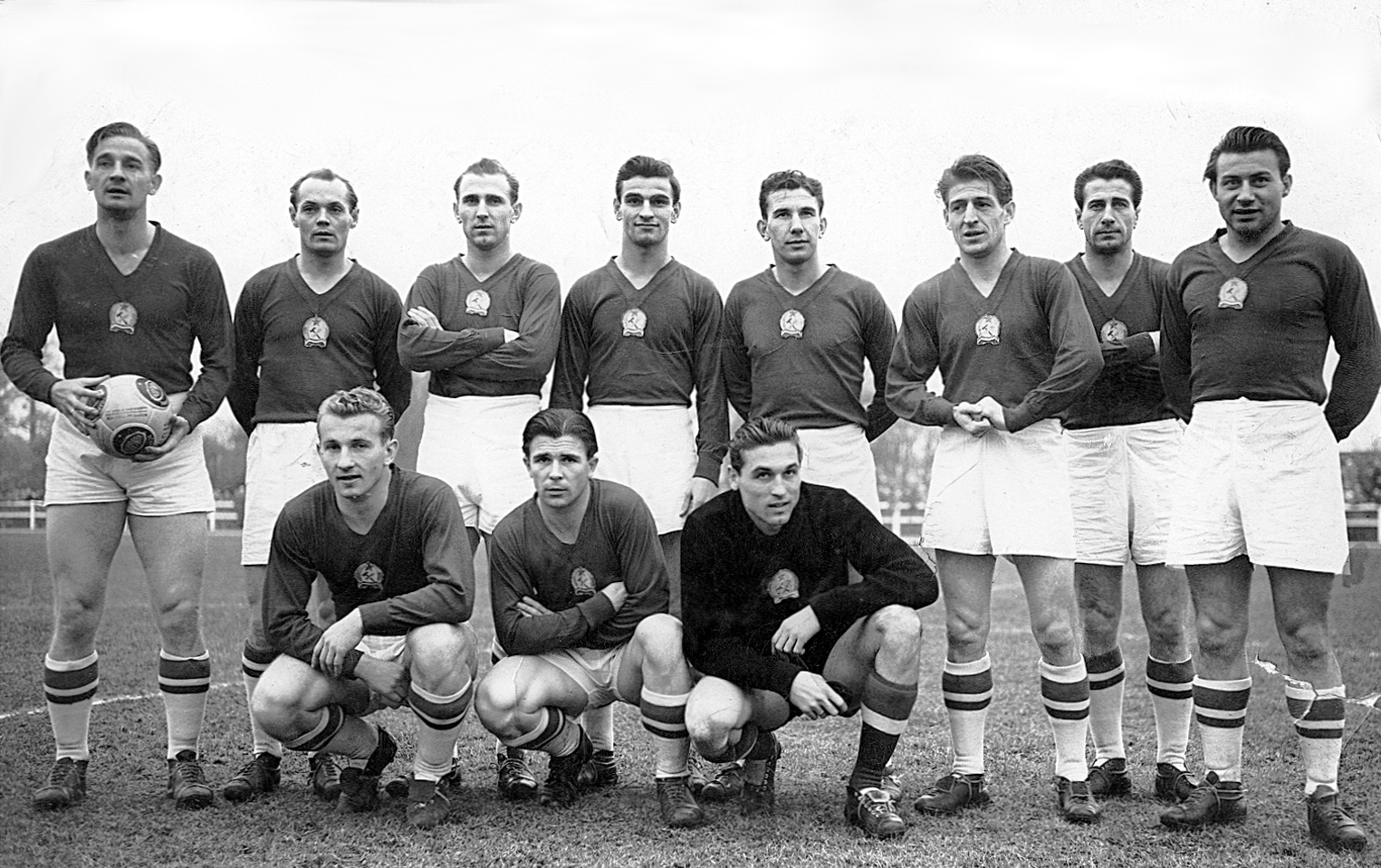
La Squadra d'oro dell'Ungheria

- L'Ungheria di Gusztáv Sebes dal 1949 al 1954, vincitrice delle Olimpiadi 1952 e finalista al mondiale 1954, in seguito nota come Aranycsapat (Squadra d'oro). Questa formazione è passata alla storia[6]: rimase imbattuta per 32 incontri consecutivi, sconfisse in trasferta l'Inghilterra con un roboante 6-3, vinse la Coppa Internazionale 1948-1953, l'oro olimpico e si arrese soltanto alla Germania Ovest nella finale iridata di Berna[7]